# مدال طلای مؤسسه آمریکایی شیمی‌دانان
مدال طلای مؤسسه آمریکایی شیمی‌دانان (به انگلیسی: American Institute of Chemists Gold Medal) بالاترین جایزه موسسه شیمی‌دانان آمریکایی محسوب می‌شود که از سال ۱۹۲۶ به شیمی‌دانان اعطا شده‌است. این جایزه سالانه به افرادی داده می‌شود که در پیش‌برد علم شیمی یا در ارایه خدمت به جامعه شیمی‌دانان ایالات متحده آمریکا، نقشی چشم‌گیر داشته باشند.

## گیرندگان برندگان
لیست افرادی جایزه را دریافت کرده‌اند:
| - ۲۰۲۰ پیتر جی. استنگ - ۲۰۱۹ هنری اف. شافر. سوم - ۲۰۱۸ ای. جرالد مِی‌یر - ۲۰۱۷ استیون لیپارد - ۲۰۱۶ چاد میرکین - ۲۰۱۵ ژاکلین بارتون - ۲۰۱۴ رونالد بریسلو - ۲۰۱۳ جان دی. رابرتس - ۲۰۱۲ الیزابت بلک‌برن - ۲۰۱۱ دادلی هرشباخ - ۲۰۱۰ رابرت گرابز - ۲۰۰۹ الیور اسمیتیز - ۲۰۰۸ پل برگ - ۲۰۰۷ جرج ام. وایتسایدز - ۲۰۰۶ رولد هافمن - ۲۰۰۵ رابرت ال. مک‌‌نیل - ۲۰۰۴ کارل جراسی - ۲۰۰۳ رالف هرشمان - ۲۰۰۲ توبین جی. مارکس - ۲۰۰۰ یی دبلیو. چین - ۱۹۹۸ فرانک آلبرت کاتن - ۱۹۹۸ داده نشد. - ۱۹۹۷ آلفرد بادر - ۱۹۹۶ هری دیکمن - ۱۹۹۵ جرج پارشال - ۱۹۹۴ آرتور دبلیو. آدامسون - ۱۹۹۳ فرد باسولو - ۱۹۹۲ روی ال. ویستلر - ۱۹۹۱ بروس امس - ۱۹۹۰ هری گری - ۱۹۸۹ الیاس کوری - ۱۹۸۸ جرج سی. پیمنتل | - ۱۹۸۷ آرنولد اورویل بکمان - ۱۹۸۶ ان. بروس هانی - ۱۹۸۵ هربرت براون - ۱۹۸۴ جان اچ. سینفلت - ۱۹۸۳ ماری ال. گود - ۱۹۸۲ Milton Harris - ۱۹۸۱ لوئیس هیستینگز سارت - ۱۹۸۰ آرتور ام. بوچه - ۱۹۷۹ ملوین کالوین - ۱۹۷۸ نورمن هکرمن - ۱۹۷۷ ماکس تیشلر - ۱۹۷۶ کنت پیتزر - ۱۹۷۵ ویلیام الیور بیکر - ۱۹۷۴ ویلیام ادوارد هنفورد - ۱۹۷۳ گلن سیبورگ - ۱۹۷۲ هارولد یوری - ۱۹۷۱ امت بی. کارمیکائل - ۱۹۷۰ ویلارد لیبای - ۱۹۶۹ هنری بی. هَس - ۱۹۶۸ آوریل ای. مِی - ۱۹۶۷ وین ای. کان - ۱۹۶۶ جان اچ. نِیر - ۱۹۶۵ ادوین کاکس - ۱۹۶۴ راجر آدامز - ۱۹۶۳ رالف کانر - ۱۹۶۲ جرج دبلیو. پارکس - ۱۹۶۱ آلدن اچ. امِری - ۱۹۶۰ ارنست اچ. ولویلر - ۱۹۵۹ کرافورد اچ. گرین‌والت - ۱۹۵۸ لاورنس فِلِت - ۱۹۵۷ روی نیوتون | - ۱۹۵۶ ریموند استیونز - ۱۹۵۵ کارل شیپ مارول - ۱۹۵۴ ویلیام جی. اسپارکس - ۱۹۵۳ جان وارنر - ۱۹۵۲ فرد جی. امریش - ۱۹۵۱ هری ان. هولمز - ۱۹۵۰ والتر جی. مورفی - ۱۹۴۹ وارن کی. لوئیس - ۱۹۴۸ چارلز آلن توماس - ۱۹۴۷ موسز ال. کراسلی - ۱۹۴۶ رابرت پی. راسل - ۱۹۴۵ جان دبلیو. توماس - ۱۹۴۴ ویلارد اچ. دو - ۱۹۴۳ والتر اس. لندیس - ۱۹۴۲ ویلیام ال. اوانس - ۱۹۴۱ هری جی. نایت - ۱۹۴۰ گوستاو اگلوف - ۱۹۳۹ داده نشد. - ۱۹۳۸ فریدریک گاردنر کترل - ۱۹۳۷ جیمز اف. نوریس - ۱۹۳۶ مارستون تی. بوگرت - ۱۹۳۵ ژولیوس آرتور نیوولند - ۱۹۳۴ جیمز برایانت کونتانت - ۱۹۳۳ هری سی. شرمان - ۱۹۳۲ چارلز هرتی - ۱۹۳۱ اندرو دابلیو. ملون و ریچارد بی. ملون - ۱۹۳۰ جرج ایستمن - ۱۹۲۹ فرانسیس وی. گارمان - ۱۹۲۸ داده نشد. - ۱۹۲۷ لافایت بی. مندل - ۱۹۲۶ ویلیام بلوم |